# Thyrosticta sylvicolens
Thyrosticta sylvicolens är en fjärilsart som beskrevs av Butler 1878. Thyrosticta sylvicolens ingår i släktet Thyrosticta och familjen björnspinnare. Inga underarter finns listade i Catalogue of Life.